# Raban Graf von Westphalen

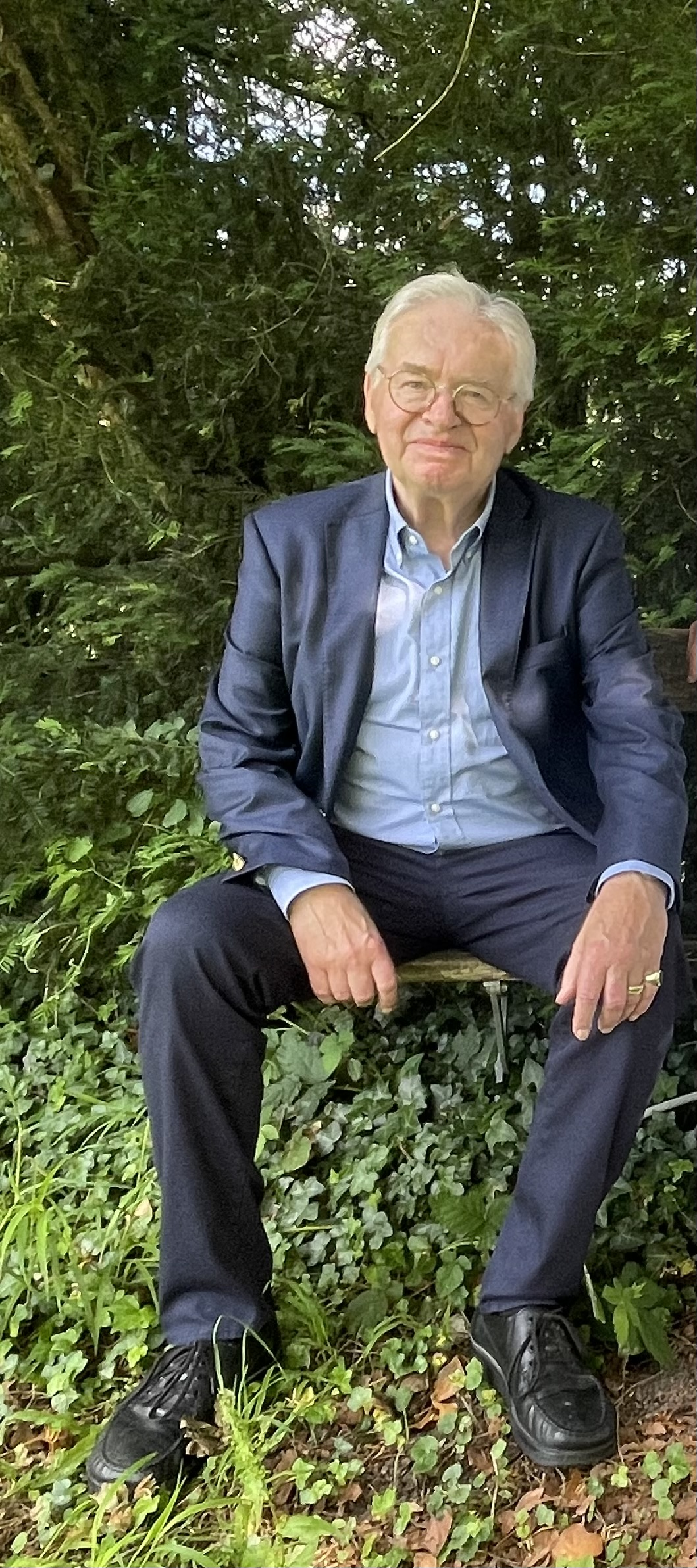
Raban Graf von Westphalen (2024)

Raban Graf von Westphalen zu Fürstenberg (* 17. Dezember 1945 in Helmern als Raban Josef Reichsgraf von Westphalen zu Fürstenberg; † 23. Januar 2025 in Abu Dhabi) war ein deutscher Politikwissenschaftler und seit 1989 Staatsrechtslehrer und Professor für Politische Wissenschaften und Öffentliches Recht.

## Leben
Graf von Westphalen war ein Sohn des Kaufmanns Wilhelm Graf von Westphalen zu Fürstenberg (1907–1982) und seiner Ehefrau, der Kunstmalerin Aloysia „Wisa“ Gräfin von Westphalen zu Fürstenberg (1910–1993) geb. Freiin von Spiegel zu Peckelsheim.
Nach der örtlichen Volksschule besuchte er das Gymnasium St. Kaspar in Neuenheerse und wechselte später zum Landschulheim am Solling in Holzminden, wo er sein Abitur (altsprachlicher Zweig) ablegte. Von 1964 bis 1967 erfolgte die Ausbildung zum Facharbeiter für PVC-Verarbeitung bei der Firma G. Leschus (Wuppertal). Für diese Firma war er in späteren Jahren im In- und Ausland eigenverantwortlich tätig, zuletzt 1982 in Bagdad.
Von 1967 bis 1972 absolvierte er ein Studium der Politischen Wissenschaften, Geschichte, Rechtswissenschaften und Geografie in Münster, Bochum und Freiburg im Breisgau. In diesen Fächern legte er 1972 die Magisterprüfung (MA) ab.
Von 1973 bis 1976 war er hauptberuflich wissenschaftlicher Mitarbeiter bei der Bund-Länder-Kommission für Bildungsplanung und zugleich 1974 bis 1976 Lehrbeauftragter für Bildungs- und Hochschulpolitik an der philosophischen Fakultät der Universität Freiburg. Später war er dort von 1976 bis 1981 als Hochschulassistent für wissenschaftliche Politik beschäftigt.
1978 folgte die Promotion zum Dr. phil. an der Albert-Ludwigs-Universität Freiburg in den Fächern Politische Wissenschaften, Geschichte und Geografie (Note: Summa cum laude).
Ab 1981 war von Westphalen freiberuflich für verschiedene Forschungseinrichtungen tätig, u. a. für das Wissenschaftszentrum Berlin, für die Konrad-Adenauer-Stiftung und für das Institut der Deutschen Wirtschaft, sowie als Lehrbeauftragter an der Universität Trier (Politische Philosophie), der Universität zu Köln (Regierungslehre) und der Fachhochschule Köln (Politische Soziologie).
Von 1985 bis 1987 war er Mitarbeiter der Enquete-Kommission „Technikfolgenabschätzung“ des Deutschen Bundestages, aus deren Folge der Bundestagsausschuss für Technikfolgenabschätzung hervorging.
1989 übernahm er eine Professur für politische Wissenschaften und öffentliches Recht an der Technischen Fachhochschule Berlin. Von 1991 bis 1993 war er zusätzlich Lehrbeauftragter an der Hochschule Köthen. 2011 wurde er altersbedingt emeritiert. Seit 2011 war er Lehrbeauftragter an der staatswissenschaftlichen Fakultät der Universität Erfurt. Im Wintersemester 2012/13 hatte er eine Herder-Stiftungsprofessur an der Deutsch-Kasachischen Universität in Almaty inne. Von 2015 bis 2017 zudem Lehrbeauftragter an der Beuth Hochschule für Technik Berlin.

Die Burg Großbodungen im Winter

Die Kemenate Großbodungen

Graf von Westphalen war von 1999 bis 2013 Mitglied im Gemeinderat Großbodungen, sowie von 2009 bis 2014 stellvertretender Landesvorsitzender der Freien Wähler Thüringen, für die Partei kandidierte er auch im Wahlkreis Eichsfeld II bei der Landtagswahl in Thüringen 2009. Des Weiteren war er von 2011 bis 2014 Mitglied im Verwaltungsrat der Kreissparkasse Eichsfeld.
Zusammen mit seiner zweiten Ehefrau Gerlinde Gräfin von Westphalen (geb. Sommer) veranstaltete er ab 1998 Kunstausstellungen sowie Vortrags- und Leseabende auf Burg Großbodungen bzw. ab 2005 bis 2018 in der zur Burg gehörenden Kemenate Großbodungen.
Raban Graf von Westphalen war der Autor von rund einhundert Publikationen, nicht mitgerechnet sind tagesaktuelle Beiträge v. a. zu bildungs- und hochschulpolitischen Themen. Zudem verfasste er zahlreiche Rezensionen.
Des Weiteren war er unter anderen Gründungs- und Vorstandsmitglied des Vereins Helmern - Dorf mit Kunst & Kultur, den er auf vielfältige Weise mit Ausstellungen, Vorträgen und Büchern unterstützte.
Im Januar 2025 ist Raban Graf von Westphalen im Alter von 79 Jahren in Abu Dhabi verstorben. Die Beisetzung erfolgte im Februar auf der Familiengrablege in Helmern.

## Mitgliedschaften
Graf von Westphalen war u. a. Mitglied in folgenden Institutionen und Vereinen:
- Deutsche Gesellschaft für Politikwissenschaft (DGfP)
- Wartburg-Gesellschaft zur Erforschung von Burgen und Schlössern.[8]

## Veröffentlichungen (Auswahl)
- Akademisches Privileg und demokratischer Staat: ein Beitrag zur Geschichte und bildungspolitischen Problematik des Laufbahnwesens in Deutschland. Klett-Cotta, Stuttgart 1979, ISBN 3-12-911950-7 (zugleich Dissertation an der Universität Freiburg 1978).
- Die Geschichte der Universität Freiburg von der Zeit ihrer Anfänge bis zur Gegenwart. Hrsg. von der Universität Freiburg, 1980.[A 1]
- Privatschulen im öffentlichen Schulwesen. Schulgeschichtliche, verfassungsrechtliche und bildungspolitische Analysen zur Lage Nordrhein-Westfalen (=Forschungsbericht 18, hrsg. v. d. Konrad-Adenauer-Stiftung. Melle/Bonn 1982 (zusammen mit Th. Lemper))
- Geschichte der Technik – geisteswissenschaftliche Voraussetzung. (=Technik und Gesellschaft) Bd. 1), Köln 1984.[A 2]
- Selbstverantwortung und Wettbewerb. Thesen und Vorschläge zur Verbesserung der Lage von Hochschule und Studium, in: Wissenschaftsrecht, Wissenschaftsverwaltung, Wissenschaftsförderung 17/2 (1984).
- Anmerkungen zur Krise des technischen Fortschritts, in: Technik kennt keinen Rückschritt. Veränderte Rahmenbedingungen für die betriebliche Bildungsarbeit. Hrsg. von H. Winter u. a., Köln 1984.
- Innere und äußere Differenzierung. Zu einigen Bedingungen verbesserter Hochschulleistung, in: Streitsache: Effizienz der Hochschule. Hrsg. vom Institut der Deutschen Wirtschaft, Köln 1984.
- Von einer Aufgabe der Privatschulen: Technischer Fortschritt als pädagogisches Problem, in: Festschrift zum 75-jährigen Bestehen des Landschulheim Am Solling. Hrsg. von P. Landmann u. a., Holzminden 1984.
- Hochschulausbildung und Staatsdienst in Deutschland. Zu Tradition, Bestand und Zukunft akademischer Berechtigung. Weinheim 1985.
- Ethische Aspekte wissenschaftlich-technischer Entwicklung, in: J. Em / N. Nüther (Hrsg.), Technische Entwicklung und gesellschaftlicher Wandel. Herford 1985.
- Fortschritt und Fortschrittsverständnis als Problem der politischen Kultur in der Bundesrepublik, in: R. v. Voss / K. Friedrich (Hrsg.), Jungwähler – Was sie denken, wie sie sich entscheiden. Bonn 1986.
- als Herausgeber (Hrsg.): Parlamentslehre: das parlamentarische Regierungssystem im technischen Zeitalter. München 1993, ISBN 3-486-21405-5.[A 3]
- als Hrsg.: Technikfolgenabschätzung als politische Aufgabe. München 1997, ISBN 3-486-23715-2.[A 4]
- als Hrsg. / Autor: Staatsbürgerlexikon. Staat, Recht, Politik und Verwaltung in Deutschland und der Europäischen Union. München 2000. (Unter Mitwirkung von 154 Autorinnen und Autoren aus Wissenschaft und Verwaltung.)[A 5]
- als Hrsg.: Deutsches Regierungssystem. Oldenbourg Verlag, München 2001, ISBN 3-486-25737-4.
- Kulturform der SPD: Verständnis, Anspruch und Programmatik, in: Kulturnotizen 7, Berlin 2003.
- Kunst und Schönheit. Versuch einer begrifflichen Annäherung. In: Bodunger Beiträge, Heft 3/2003, ISSN 1610-8698.
- Von der Würde des Menschen. Bio- und gentechnologischer Fortschritt im Spiegel des Staatsrechts, in: Institut für Bioprozeß- und Analysemesstechnik (Hrsg.), Technische Systeme für Biotechnologie und Umwelt. Heiligenstadt 2003.
- Grundlagen des Rechts der Parlamentsfraktion. Eine Studie zu einem Zentralgebiet des deutschen Parlamentsrechts, in: Zeitschrift für Gesetzgebung 3/2004.
- Technology Assessment (TA) in Germany and in Western Europe, in: C. Mitcham / M. Hubbard (Ed.), Encyclopedia of Science, Technology and Ethics, 4 Bde. Farmington Hills / Michigan 2005.
- Zur Medienöffentlichkeit der Dritten Gewalt, in: Jahrbuch Extremismus und Demokratie, hrsg. von U. Backes / E. Jesse. Baden-Baden 2006.
- Verletzungen von Persönlichkeitsrechten durch Medien. (Inversions of Personality Rights by the Media), in: Jahrbuch Extremismus und Demokratie, hrsg. von U. Backes / E. Jesse. Baden-Baden 2006.
- Reformpädagogik und nationalsozialistische Ideologie, in: Vereinigung deutscher Landerziehungsheime (Hrsg.), Der Landschulheimer, 56/2007
- Verfassungsrechtliche Grenzen kommunaler Gebietsreform in Thüringen. Gutachten. Heiligenstadt 2008.
- Jenny von Westphalen – die Frau von Karl Marx, in: Studnik, hrsg. von der Deutsch-Kasasischen Universität Almaty 2013.
- „Hennis' Kritik der Hochschulpolitik und der Bologna-Prozeß“, in: A. Anter (Hrsg.), Wilhelm Hennis’ politische Wissenschaft. Tübingen 2013.
- Das Heiligenstädter Schloss und die letzten Mainzer Kurfürsten, in: Eichsfelder Heimatzeitschrift, Heft 10, Oktober 2017, S. 293 ff. ISSN 1611-1648[9]
- Raban Graf von Westphalen / Gerlinde Gräfin von Westphalen (Hrsg.): Zwei Frauen aus Helmern – Die Malerin Wisa Gräfin von Westphalen und die Äbtissin Benedicta Freiin von Spiegel-Peckelsheim OSB. Großbodungen 2018, in: Bodunger Beiträge, Heft 16, ISSN 1610-8698.
- Raban Graf von Westphalen (Hrsg.): Philipp von Boeselager. Mein Weg zum 20. Juli 1944. (= Willebadessener Historische Studien, Bd. 4), Willebadessen 2022, ISBN 978-3-7557-5899-0.
- Philipp Frhr. von Boeselager – Einer der letzten Zeugen des 20.Juli 1944, in: Die Warte, Nr. 194, Paderborn-Höxter, Sommer 2022, S. 29 ff. ISSN 0939-8686
- als Hrsg. / Autor: Der Siebenjährige Krieg im Hochstift Paderborn. Schriftenreihe der Historischen Gesellschaft, Band 5, Norderstedt 2023, ISBN 978-3-75782-879-0.
- Gerlinde Gräfin von Westphalen, Raban Graf von Westphalen (Hrsg.): Wisa von Westphalen. "Wie schön müsste es sein zu malen." Leben und Werk. (Westphalen'sche Beiträge, Bd. 4), BoD,  Norderstedt 2023, ISBN  978-3-7578-5295-5.

Als Herausgeber
- Wilhelm von Westphalen: In diesem Käfig sitzen wir zu fünft. Briefe aus dem Wehrmachtgefängnis Fort Zinna / Torgau 1944 an die Verlobte Aloysia von Spiegel. Hrsg. Gerlinde Gräfin von Westphalen, Raban Graf von Westphalen, Paderborn 2023, ISBN 978-3-75780-642-2.

## Preise und Auszeichnungen
- 2011: Stiftungspreis der Deutschen Burgenvereinigung für die Erhaltung, Sanierung und Restaurierung der Burg Großbodungen und Kemenate Großbodungen.[10]